# Orden de San Enrique
La orden de San Enrique fue la orden instituida por Augusto III, Elector de Sajonia, el 7 de octubre de 1738. Esta orden caballeresca se fundó bajo la advocación de San Enrique Emperador. 
El príncipe Javier de Sajonia la renovó en 4 de septiembre de 1768, siendo Rey durante la menor edad del Rey Federico Augusto. Su divisa es una cruz de oro de ocho puntas pendiente de una corona Real del mismo metal, listada de esmalte blanco, orlada de oro, angulada con una corona de esmalte verde y en el centro un medallón de oro: en su anverso la efigie del Santo Patrono y alrededor una banda de esmalte azul orlada de oro en ambos lados con el mote XA: PRI: POL: DUX: ET: AD: SAX: INSTIT: 1768: en el reverso las armas de Sajonia, y en la banda el mote Pietate et virtute bellica. La cinta es azul con listas amarillas. 
Los grandes cruces llevan una placa de radios de plata, en forma de palos en disminución, en cuyo centro esta el medallón del anverso de la cruz y la banda de la orden.